# Championnat du Sénégal de football 2000-2001
Navigation
Saison 1999 Saison 2001-2002
La saison 2000-2001 du Championnat du Sénégal de football est la trente-sixième édition de la première division au Sénégal. Les quatorze meilleures équipes du pays sont regroupées au sein d'une poule unique où elles s'affrontent deux fois, à domicile et à l'extérieur. À l'issue du championnat, les deux derniers du classement sont relégués et remplacés par les deux meilleurs clubs de Division 2.
C'est l'ASC Jeanne d'Arc qui remporte le championnat cette saison après avoir terminé en tête du classement final, avec deux points d'avance sur l'ASEC Ndiambour et trois sur l'US Gorée. C'est le huitième titre de champion du Sénégal de l'histoire du club.
Le vainqueur du championnat se qualifie pour la Coupe des clubs champions africains tandis que le vainqueur de la Coupe du Sénégal obtient son billet pour la Coupe des Coupes. Enfin, le deuxième du championnat se qualifie pour la Coupe de la CAF.
Cette édition du championnat est particulière puisque c'est l'une des saisons domestiques avec l'une des plus faibles moyennes de but par match (moyenne de 1,214 but/match avec 221 buts en 182 rencontres). Symbole de cette pauvreté en buts, l'équipe de la Compagnie sucrière sénégalaise, qui n'encaisse que dix buts en vingt-six rencontres mais n'en marque que neuf, en obtenant quatorze 0-0 dans la saison.

## Les clubs participants
| - US Gorée - Compagnie sucrière sénégalaise - ASC Port Autonome - AS Douanes - ASC Jeanne d'Arc - ASFA Dakar - Promu de Division 2 - Casa Sport - Promu de Division 2 | - ASC Niayès-Pikine - ASC Diaraf - US Rail - Dakar Université Club - Promu de Division 2 - SONACOS - ASEC Ndiambour - Stade de Mbour - Promu de Division 2 |

## Compétition
Le barème de points servant à établir les classements se décompose ainsi :
- Victoire : 3 points
- Match nul : 1 point
- Défaite : 0 point

### Classement
| Rang | Équipe                         | Pts | J  | G  | N  | P  | Bp | Bc | Diff |
| ---- | ------------------------------ | --- | -- | -- | -- | -- | -- | -- | ---- |
| 1    | ASC Jeanne d'Arc               | 47  | 26 | 13 | 8  | 5  | 22 | 6  | +16  |
| 2    | ASEC Ndiambour                 | 45  | 26 | 11 | 12 | 3  | 23 | 9  | +14  |
| 3    | US Gorée                       | 44  | 26 | 12 | 8  | 6  | 21 | 16 | +5   |
| 4    | ASC DiarafT                    | 41  | 26 | 10 | 11 | 5  | 22 | 12 | +10  |
| 5    | ASC Port Autonome              | 36  | 26 | 7  | 15 | 4  | 14 | 11 | +3   |
| 6    | Stade de MbourP                | 32  | 26 | 7  | 11 | 8  | 18 | 17 | +1   |
| 7    | AS Douanes                     | 33  | 26 | 6  | 14 | 6  | 13 | 13 | 0    |
| 8    | ASFA DakarP                    | 31  | 26 | 6  | 13 | 7  | 17 | 19 | -2   |
| 9    | Compagnie sucrière sénégalaise | 30  | 26 | 5  | 15 | 6  | 9  | 10 | -1   |
| 10   | SONACOSC                       | 30  | 26 | 7  | 9  | 10 | 15 | 18 | -3   |
| 11   | Dakar Université ClubP         | 28  | 26 | 6  | 10 | 10 | 15 | 19 | -4   |
| 12   | US Rail                        | 26  | 26 | 4  | 14 | 8  | 11 | 23 | -12  |
| 13   | Casa SportP                    | 22  | 26 | 3  | 13 | 10 | 12 | 25 | -13  |
| 14   | ASC Niayès-Pikine              | 20  | 26 | 3  | 11 | 12 | 9  | 23 | -14  |

|  | Qualification pour la Ligue des champions de la CAF 2002                         |
|  | Qualification pour la Coupe des Coupes 2002                                      |
|  | Qualification pour la Coupe de la CAF 2002                                       |
|  | Relégation directe en Division 2                                                 |
|  | T : Tenant du titre C : Vainqueur de la Coupe du Sénégal P : Promu de Division 2 |

## Bilan de la saison
| Championnat du Sénégal de football 2000-2001 |                             |
| Champion                                     | ASC Jeanne d'Arc (8e titre) |
| Coupes et trophées                           |                             |
| Vainqueur de la Coupe du Sénégal 2000-2001   | SONACOS                     |
| Qualifications continentales                 |                             |
| Ligue des champions de la CAF 2002           | ASC Jeanne d'Arc            |
| Coupe des Coupes 2002                        | SONACOS                     |
| Coupe de la CAF 2002                         | ASEC Ndiambour              |
| Promotions et relégations                    |                             |
| Promus en Division 1                         | ETICS Mboro                 |
| Promus en Division 1                         | AS Police                   |
| Relégués en Division 2                       | Casa Sport                  |
| Relégués en Division 2                       | ASC Niayès-Pikine           |